# Diaparsis juncuda
Diaparsis juncuda là một loài tò vò trong họ Ichneumonidae.